# Bråthult
Bråthult är en by i Virestads socken i Älmhults kommun belägen utanför Älmhult i Småland utmed länsväg 120. 
SCB avgränsade 1995 bebyggelsen i byn tillsammans med den i grannbyn Ållnebro till en småort namnsatt till Bråthult och Apelhult

## Historia
I Bråthult har det tidigare funnits flera skolor och affärer. När bilarna gjorde intåg försvann dock affärer och skolor sakta men säkert, och nu finns det bara en skola kvar i byn.